# La Grande-Verrière
La Grande-Verrière este o comună în departamentul Saône-et-Loire, Franța. În 2009 avea o populație de 530 de locuitori.

## Evoluția populației
| An        | 1975 | 1982 | 1990 | 1999 | 2006 | 2009 |
| --------- | ---- | ---- | ---- | ---- | ---- | ---- |
| Populație | 615  | 563  | 582  | 570  | 545  | 530  |